# جيمس هاميلتون بيبودي
جيمس هاميلتون بيبودي (بالإنجليزية: James Hamilton Peabody)‏ هو سياسي أمريكي، ولد في 21 أغسطس 1852 في توبشام في الولايات المتحدة، وتوفي في 23 نوفمبر 1917 في كانون سيتي في الولايات المتحدة. حزبياً، نشط في الحزب الجمهوري. وقد انتخب Governor of Colorado ‏ (13 يناير 1903 – 10 يناير 1905) وانتخب Governor of Colorado ‏ (17 مارس 1905 – 17 مارس 1905).